# Dianthus erythrocoleus
Dianthus erythrocoleus là loài thực vật có hoa thuộc họ Cẩm chướng. Loài này được Boiss. mô tả khoa học đầu tiên năm 1867.